# Usutu (Eswatini)
Koordinaten: 26° 35′ S, 31° 11′ O
Usutu (auch: Luyengo) ist ein Ort in Eswatini. Er liegt im Westen des Landes in der Region Manzini. Der Ort liegt etwa 670 Meter über dem Meeresspiegel im Highveld.

## Geographie
Usutu liegt südwestlich der Hauptstadt Manzini am Maputo und an der Fernstraße MR18, die von Westen kommend mit der MR27 zur Hauptstadt führt. In der Umgebung liegen die Orte Luyengo und Malkerns. Im Süden erhebt sich der Berg Ntondozi (1119 m).
Im Ort befindet sich eine Missionsstation der Anglican Church of Southern Africa mit der Usuthu Mission Anglican Church.